# Jinxing (socken i Kina, Sichuan, lat 30,68, long 103,48)
Jinxing (kinesiska: 金星乡, 金星) är en socken i Kina. Den ligger i provinsen Sichuan, i den sydvästra delen av landet, omkring 56 kilometer väster om provinshuvudstaden Chengdu.
Genomsnittlig årsnederbörd är 1 318 millimeter. Den regnigaste månaden är juli, med i genomsnitt 377 mm nederbörd, och den torraste är december, med 11 mm nederbörd.